# Moschopsis caleofuensis
Moschopsis caleofuensis är en calyceraväxtart som beskrevs av Dusen. Moschopsis caleofuensis ingår i släktet Moschopsis och familjen calyceraväxter. Inga underarter finns listade i Catalogue of Life.